# Kate Beckinsale

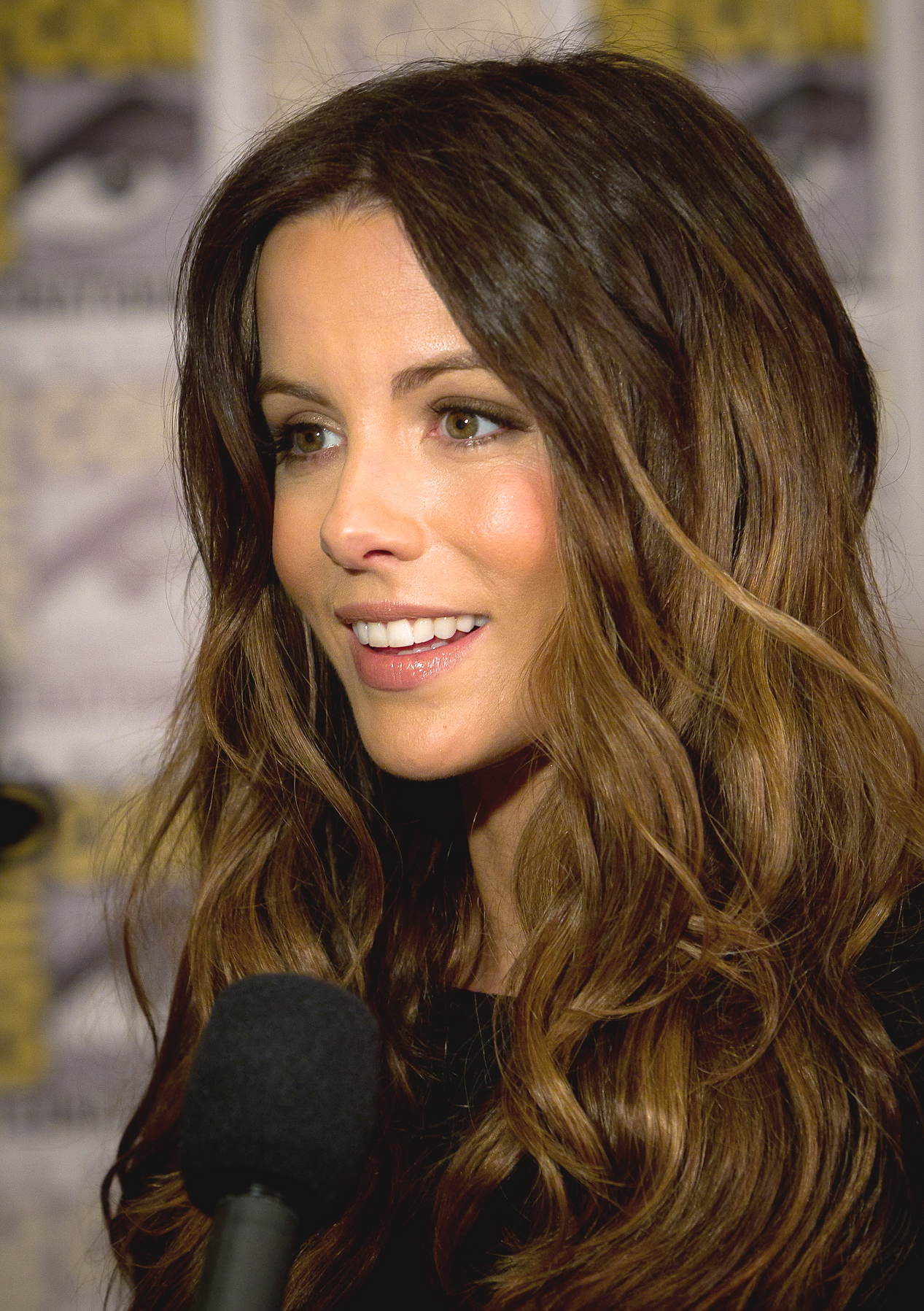
Kate Beckinsale (2011)

Kathrin Romany „Kate“ Beckinsale (* 26. Juli 1973 in London) ist eine britische Schauspielerin.

## Frühes Leben
Kate Beckinsale ist die Tochter der britischen Fernsehschauspieler Richard Beckinsale (1947–1979) und Judy Loe (1947–2025) sowie die jüngere Halbschwester der Schauspielerin Samantha Beckinsale. Ihr Vater starb 1979 im Alter von 31 Jahren überraschend an einem Herzinfarkt. Nach dem Tod des Vaters heiratete ihre Mutter den Fernsehregisseur Roy Battersby (1936–2024), in dessen Haushalt Beckinsale mit insgesamt fünf Stiefgeschwistern aufwuchs. Nach dem Schulabschluss begann sie in ersten Zügen mit der Schauspielerei. 1991 übernahm sie eine Rolle in einem Fernsehfilm über den Zweiten Weltkrieg, der sie vor allem in Großbritannien bekannt machte. Danach begann sie französische und russische Literatur am New College in Oxford zu studieren.
Bereits während ihres ersten Jahres in Oxford wurde Beckinsale von Kenneth Branagh für eine Rolle in dessen Shakespeare-Verfilmung Viel Lärm um Nichts besetzt. Das letzte Studienjahr verbrachte sie in Paris, bevor sie sich dazu entschloss, das Studium nach drei Jahren abzubrechen und sich vollständig auf eine Karriere als Schauspielerin zu konzentrieren.

## Karriere
Durch ihre Vorerfahrung konnte Beckinsale nach ihrer Zeit in Oxford relativ zügig in der Filmbranche Fuß fassen und weitere Rollen bekommen. Bereits 1995 verkörperte sie eine größere Rolle in dem Horrorfilm Haunted – Haus der Geister. Im Jahr darauf spielte sie die titelgebende Hauptrolle in dem Fernsehfilm Emma, welcher auf dem gleichnamigen Roman von Jane Austen basiert. 1998 spielte sie in Alice im Spiegelland erneut die Titelrolle in einer Fernsehproduktion, die auf einem Buchklassiker basierte. Ab diesem Zeitpunkt begann sich Beckinsale auch in den USA um Arbeit zu bemühen. Dies hing vor allem damit zusammen, dass ihr damaliger Lebensgefährte (Sheen) zu dem Zeitpunkt als Theaterschauspieler am New Yorker Broadway tätig war. Sie hatte Erfolg und konnte bereits 1999 eine Hauptrolle im Filmdrama Brokedown Palace übernehmen. In den Filmproduktionen Die goldene Schale (2000) sowie Weil es Dich gibt (2001) konnte Beckinsale ebenfalls größere Rollen bekommen.
Der endgültige Durchbruch kam allerdings 2001 mit der weiblichen Hauptrolle in Michael Bays Kriegsfilm Pearl Harbor, in welchem sie an der Seite von Ben Affleck und Josh Hartnett zu sehen war. 2003 verkörperte sie in dem Action-Horrorfilm Underworld mit der Hauptfigur der Selene zum ersten Mal ihre wohl bekannteste Paraderolle. 2004 spielte sie in der, im selben Genre angesiedelten, Produktion Van Helsing an der Seite von Hugh Jackman die weibliche Hauptrolle. Im selben Jahr stellte sie in Martin Scorseses Aviator, einem Biopic über das Leben von Howard Hughes, die Schauspielerin Ava Gardner dar. An ihrer Seite agierten unter anderem Leonardo DiCaprio und Cate Blanchett. 2006 kehrte sie für die Fortsetzung Underworld: Evolution in die Rolle der Selene zurück.
Es folgten weitere Hauptrollen in Filmprojekten verschiedener Genres wie Motel (2007), Winged Creatures (2008) und  Whiteout (2009). Ab 2012 kehrte Beckinsale vor allem in den Actionfilm-Bereich zurück und übernahm Rollen in Contraband und Total Recall. Letzterer stellte ein Remake des gleichnamigen Films aus dem Jahr 1990 (in dem Arnold Schwarzenegger die Hauptrolle spielte) dar. Im selben Jahr folgte mit Underworld: Awakening zudem die dritte Fortsetzung der Underworld-Reihe. Anschließend verkörperte Beckinsale Hauptrollen in den (kommerziell wenig erfolgreichen) Filmproduktionen Anklage: Mord – Im Namen der Wahrheit (2013) und Stonehearst Asylum – Diese Mauern wirst du nie verlassen (2014).
2016 erschien mit Underworld: Blood Wars die vierte und bisher letzte Fortsetzung der Vampir-Saga. 2019 spielte Beckinsale in der Prime-Video-Serie The Widow die Hauptrolle.
Seit Pearl Harbor (2001) wird Beckinsale in der Regel von Marie Bierstedt synchronisiert.

## Privates
Von 1995 bis 2003 war Beckinsale in einer Beziehung mit dem Schauspieler Michael Sheen, mit dem sie eine Tochter hat, welche 1999 in London geboren wurde. Am 9. Mai 2004 heiratete sie den Regisseur Len Wiseman, den sie von den Dreharbeiten zu Underworld kannte. Im November 2015 wurde bekannt, dass sich das Paar nach elf Jahren Ehe getrennt hatte. Von Januar bis April 2019 war sie mit Pete Davidson liiert.
Von den Lesern der US-Zeitschrift Esquire wurde sie Ende 2009 zur Sexiest Woman Alive gewählt. Im Jahr darauf wurde sie in die Wettbewerbsjury der 63. Filmfestspiele von Cannes berufen.

## Filmografie (Auswahl)
- 1991: Allein gegen den Wind (One Against the Wind, Fernsehfilm)
- 1992: Rachel’s Dream (Fernsehfilm)
- 1993: Anna Lee: Headcase (Fernsehfilm)
- 1993: Viel Lärm um nichts (Much Ado About Nothing)
- 1994: Geheimnisse (Uncovered)
- 1994: Hamlet – Der Prinz von Jütland (Prince of Jutland)
- 1995: Cold Comfort Farm (Fernsehfilm)
- 1995: Marie-Louise ou la permission
- 1996: Haunted – Haus der Geister (Haunted)
- 1996: Emma (Fernsehfilm)
- 1997: Shooting Fish
- 1998: Last Days of Disco – Nachts wird Geschichte gemacht (The Last Days of Disco)
- 1998: Alice im Spiegelland (Alice Through the Looking Glass, Fernsehfilm)
- 1999: Brokedown Palace
- 2000: Die goldene Schale (The Golden Bowl)
- 2001: Pearl Harbor
- 2001: Weil es Dich gibt (Serendipity)
- 2002: Laurel Canyon
- 2003: Underworld
- 2003: Tiptoes
- 2004: Van Helsing
- 2004: Aviator (The Aviator)
- 2006: Underworld: Evolution
- 2006: Klick (Click)
- 2007: Engel im Schnee (Snow Angels)
- 2007: Motel (Vacancy)
- 2008: Winged Creatures
- 2008: Nichts als die Wahrheit (Nothing But the Truth)
- 2009: Whiteout
- 2009: Underworld – Aufstand der Lykaner (Underworld: Rise of the Lycans)
- 2009: Everybody’s Fine
- 2012: Underworld: Awakening
- 2012: Contraband
- 2012: Total Recall
- 2013: Anklage: Mord – Im Namen der Wahrheit (The Trials of Kate McCall)
- 2014: Stonehearst Asylum – Diese Mauern wirst du nie verlassen (Stonehearst Asylum)
- 2014: Die Augen des Engels (The Face of an Angel)
- 2015: Zufällig allmächtig (Absolutely Anything)
- 2016: Love & Friendship
- 2016: The Disappointments Room
- 2016: Underworld: Blood Wars
- 2017: The Only Living Boy in New York
- 2018: In My Skin
- 2019: The Widow (Fernsehserie, 8 Folgen)
- 2021: Jolt
- 2021: Guilty Party (Fernsehserie)
- 2022: Prisoner’s Daughter
- 2023: Fool’s Paradise
- 2024: Canary Black